# Kostel svaté Markéty (Westminster)
Anglikánský kostel sv. Markéty Antiochijské v londýnské čtvrti Westminster je nejznámější kostel tohoto zasvěcení ve Velké Británii. Nachází se na náměstí Parliament Square a je farním kostelem pro Dolní sněmovnu Spojeného království.
Původně byl založen ve 12. století benediktiny, poté přestavěný v letech 1486 až 1523. Bylo zde pohřbeno několik osobností, na malém hřbitově při tomto kostele byl do společného hrobu pro zvláště nemajetnou chudinu pohřben také český malíř Václav Hollar. V roce 1661 byly na příkaz krále Karla II. přeneseny na neoznačené místo u kostela ostatky 19 poslanců dříve pohřbených ve Westminsterském opatství.